# Prvenstvo Jugoslavije u hokeju na travi 1968.
Jugoslavensko prvenstvo u hokeju na travi za 1968. godinu je osvojilac momčad Subotičanka iz Subotice.

## Ljestvica
| mj. | klub                 | ut. | pob. | rem. | por. | po.g | pr.g | bod |
| --- | -------------------- | --- | ---- | ---- | ---- | ---- | ---- | --- |
| 1.  | Subotičanka Subotica | 3   | 1    | 2    | 0    | 3    | 2    | 4   |
| 2.  | Concordia Zagreb     | 3   | 1    | 2    | 0    | 4    | 3    | 4   |
| 3.  | Jedinstvo Zagreb     | 3   | 1    | 2    | 0    | 5    | 4    | 4   |
| 4.  | BASK Beograd         | 3   | 0    | 0    | 3    | 1    | 4    | 0   |